# 미야케 야스카쓰
미야케 야스카쓰(일본어: 三宅康勝, 1628년 ~ 1687년 9월 15일)는 미카와 고로모번 제2대 번주, 동국 다하라번 초대 번주를 지냈다. 다하라 번 미야케가(田原藩三宅家) 제4대 당주.
| 전임 미야케 야스모리 | 제2대 고로모번 번주 (미야케가) 1658년 ~ 1664년 | 후임 혼다 다다토시 |

| 전임 도다 다다마사 | 제1대 다하라번 번주 (미야케가) 1664년 ~ 1687년 | 후임 미야케 야스오 |